# Schlauchwaage

Schematik einer Schlauchwaage

Eine Schlauchwaage ist ein (altes) Messgerät, bei dem man sich das physikalische Prinzip der kommunizierenden Röhren zunutze macht, um einen Höhenunterschied zweier Punkte bezüglich der gleichen horizontalen Ebene zu bestimmen, dem hydrostatischen Nivellement. Auf diese Weise können gleiche Höhenniveaus auch über größere Entfernungen übertragen werden.

## Messprinzip
Die Schlauchwaage ist ein Instrument der hydrostatischen Höhenmessung. Hierbei ist der Flüssigkeitsspiegel in zwei Standgefäßen, die untereinander mit einem Schlauch verbunden sind, gleich hoch.
Herkömmliche Schlauchwaagen bestehen aus zwei Gefäßen mit Maßeinteilungen (meist mm). Die beiden Gefäße, beispielsweise Glaszylinder, sind oben offen und besitzen Bodenöffnungen, durch die sie mit einem Schlauch verbunden sind. Das Gefäß-Schlauch-System wird mit Wasser gefüllt. Durch den in beiden Gefäßen gleichen Wasserspiegel lassen sich Höhenunterschiede ablesen oder übertragen. Auf diese Weise lassen sich auch Differenzen in Bezug auf eine Referenzhöhe wie etwa den Spiegel eines Sees bestimmen.
Bevor man den Wasserspiegel der Schlauchwaage als Markierung übernimmt, muss der Schlauch ohne Knick und unbedingt frei von Luftblasen sein.

## Anwendung
Besonders im Bauwesen findet die Schlauchwaage Anwendung, um Höhenübertragungen ohne direkte Sichtverbindung durchzuführen oder die Höhe von Bauwerken zu überwachen.
Schlauch(wasser)waagen werden in der Bauvermessung verwendet, um im Rohbau eines Hauses an den Wänden in einem Meter Höhe den sogenannten Meterriss abzutragen. Dabei ist es gleichgültig, wie der Boden beschaffen ist, denn dieser wird nicht als Maßbezugssystem verwendet.

## Digitale Schlauchwaagen
Bei digitalen Schlauchwaagen ist der Schlauch ebenfalls mit einer Flüssigkeit gefüllt. Über einen Messwertaufnehmer werden Druckunterschiede ermittelt, woraus wiederum Höhenunterschiede errechnet werden können. Mit diesen elektronischen Druckschlauchwaagen können Höhenunterschiede im 0,01-mm-Bereich über Distanzen von bis zu 250 m gemessen werden.
Auf einem ähnlichen Prinzip beruht das von den Römern verwendete Chorobates.